# Jaroslav Papiernik
Jaroslav Papiernik (14. února 1952, Hriňová – 26. dubna 2002, Považská Bystrica, Československo) byl československý házenkář. V době úmrtí byl trenérem týmu HC MŠK Považská Bystrica. Den před finálovým zápasem svého klubu v play-off o titul mistra Slovenska spáchal sebevraždu oběšením. Jako trenér vedl i Sečovce a HC Zubří.
S týmem Československa hrál na letních olympijských hrách v Montrealu v roce 1976, kde tým skončil na 7. místě. Nastoupil v 5 utkáních a dal 5 gólů. Hrál i na mistrovství světa 1974, kde Československo skončilo na 6. místě, na mistrovství světa 1978 (11. místo) a na mistrovství světa 1982. Na klubové úrovni hrál za VSŽ Košice a během vojenské služby v letech 1974–1976 za Duklu Praha, získal titul mistra Československa. V letech 1982 a 1983 byl vyhlášen nejlepším házenkářem Slovenska. Od roku 2014 je členem slovenské házenkářské síně slávy.